# Òliba de Manus
L'òliba de Manus (Tyto manusi; syn: Tyto novaehollandiae manusi) és un ocell rapinyaire nocturn de la família dels titònids (Tytonidae). Habita les selves de l'illa de Manus, a les illes de l'Almirallat.

## Taxonomia
Segons la llista mundial d'ocells del Congrés Ornitològic Internacional (versió 12.2, juliol 2022) aquest tàxon tindria la categoria d'espècie. Tanmateix, altres obres taxonòmiques, com el Handook of the Birds of the World i la quarta versió de la BirdLife International Checklist of the birds of the world (Desembre 2019), el consideren encara una subespècie de l'òliba australiana (Tyto novaehollandiae)